# Town of Cambridge
Town of Cambridge is een Local Government Area (LGA) in Australië in de staat West-Australië in de agglomeratie van Perth. Town of Cambridge telde 28.876 inwoners in 2021. De hoofdplaats is Floreat.